# Эхо долины
«Эхо долины» (англ. Echo Valley) — американский художественный фильм режиссёра Майкла Пирса. Продюсерами фильма стали Ридли Скотт и Кевин Джей Уолш, а автором сценария — Брэд Ингельсби. Главные роли в фильме исполняют Сидни Суини, Доналл Глисон и Джулианна Мур. 6 июня 2025 года фильм вышел в ограниченный прокат в США и Канаде; а 13 июня он выйдет на Apple TV+.

## Сюжет
Кейт Гарретт занимается дрессировкой лошадей на своей ферме в южной Пенсильвании, переживая личную трагедию. Однажды её дочь Клэр появляется у её двери в тревожном состоянии.

## В ролях
- Сидни Суини — Клэр Гарретт[5]
- Джулианна Мур — Кейт Гарретт
- Доналл Глисон — Джеки Лоусон
- Кайл Маклахлен — Ричард Гарретт
- Фиона Шоу — Джесси Оливер
- Ребекка Крескофф — Эмма
- Джон Финн — Рэнди

## Производство
О начале работы над фильмом стало известно в марте 2023 года, режиссёром выступил Майкл Пирс по сценарию Бена Ингельсби. Производством фильма занимаются кинокомпании Scott Free Productions и The Walsh Company. Ридли Скотт выступил в качестве продюсера вместе с Майклом Пруссом и Ингельсби, а также Кевином Уолшем.
В апреле 2023 года к актёрскому составу присоединился Домналл Глисон.
Съёмки начались в мае 2023 года под рабочем названием Wildvale и должны завершиться в конце июня. Места съёмок включают округ Хантердон и округ Моррис в Нью-Джерси.

## Отзывы и оценки
На сайте Rotten Tomatoes фильм имеет рейтинг 50 % основанный на 78 отзывах. Консенсус критиков гласит: «Решительный поворот Джулианны Мур и соответствующая предпосылка о том, как далеко родители готовы зайти ради своего ребёнка, дают фильму несколько высоких результатов, но усыпляющий сюжет возвращает его на территорию обыденности».